# Stenocercus roseiventris
Espèce
Stenocercus roseiventris est une espèce de sauriens de la famille des Tropiduridae.

## Répartition
Cette espèce se rencontre :
- en Bolivie dans les départements de Beni, de Chuquisaca, de Cochabamba, de La Paz et de Santa Cruz ;
- au Pérou dans la région d'Amazonas ;
- au Brésil dans l’État d'Acre ;
- en Argentine dans les provinces de Jujuy et de Salta.

## Publication originale
- Duméril & Bibron, 1837 : Erpétologie Générale ou Histoire Naturelle Complète des Reptiles. Librairie. Encyclopédique Roret, Paris, vol. 4, p. 1-570 (texte intégral).